# Ademar Pereira
Ademar Pereira Vieira (Pombal, PB, 27 de agosto de 1934 – João Pessoa, PB, 24 de agosto de 2009) foi um médico e político brasileiro, outrora deputado federal pela Paraíba.

## Biografia
Filho de Francisco Pereira Vieira e Almira Alves de Lima. Médico formado em 1959 na Faculdade de Ciências Médicas da Universidade de Pernambuco, estreou na política sob influência paterna sendo eleito deputado federal pela ARENA em 1974 e 1978. Com o retorno ao pluripartidarismo ingressou no PDS, mas não disputou a reeleição preferindo retomar sua carreira médica e foi substituído na Câmara dos Deputados por seu irmão, Adauto Pereira. Após quatro anos foi secretário de Saúde no segundo governo Tarcísio Burity, cargo que voltou a ocupar no governo Antônio Mariz. Após filiar-se ao PFL elegeu-se vice-prefeito de Pombal na chapa de Abimael Lacerda em 1996, sendo reeleitos no ano 2000.
Seu pai foi deputado estadual por nove mandatos, alternando-os com uma eleição para prefeito de Pombal em 1972.